# 정전 (전기)

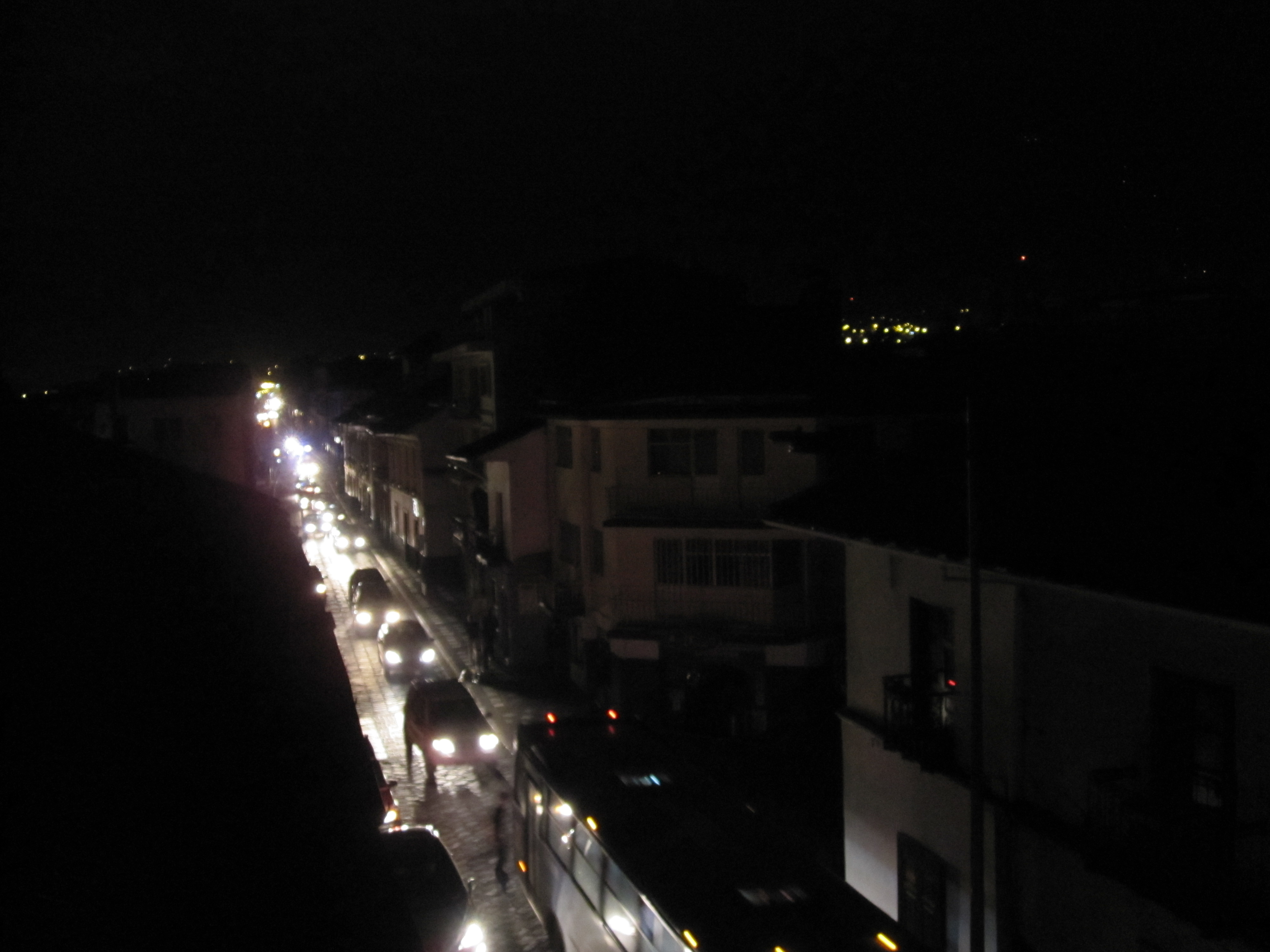
2009년 에콰도르 전기 사태

정전(停電, 영어: power outage, power cut, power out, power blackout, power failure, blackout)은 어떤 이유로 인해 하나의 지역에서 전기의 공급이 일시적으로 중단되는 것이다. 다른말로는 블랙아웃이라고 한다.
전력망에 정전이 발생하는 원인은 다양하다. 이러한 원인의 예로는 발전소의 결함, 송전선, 변전소 또는 배전 시스템의 기타 부품 손상, 단락, 퓨즈 또는 회로 차단기 작동 등이 있다.
정전은 환경과 공공 안전이 위험에 처한 현장에서 특히 중요하다. 병원, 하수 처리장, 광산과 같은 기관에는 일반적으로 전력이 손실될 때 자동으로 가동되는 대기 발전기와 같은 백업 전원이 있다. 통신과 같은 기타 중요한 시스템에도 비상 전원이 필요하다. 전화 교환기의 배터리실에는 일반적으로 백업용 납축 배터리 어레이와 장기간 정전 시 발전기를 연결하기 위한 소켓이 있다. 정전이 발생하면 전기 공급이 중단되어 가정, 기업 및 기타 시설에 전력 공급이 중단된다. 정전은 악천후(예: 폭풍, 허리케인 또는 눈보라), 장비 고장, 전력망 과부하 또는 계획된 유지 관리 등 다양한 이유로 발생할 수 있다.

## 정전 분류
정전은 상황에 따라 다음과 같이 나뉜다.
1. 고의적 정전 : 고의적으로 정전을 일으키는 것으로, 보통 아파트 전기 검사 등을 할 때 이루어진다. 이때 사전에 통보를 미리 하고 검사를 실행한다.
2. 일시적 정전 : 갑작스러운 문제에 의해 발생하는 일시적 정전은 보통 1시간 내에 해결된다.
3. 장기적 정전 : 많은 문제나 해결하기 힘든 문제로 장시간에 걸쳐 정전이 일어나나, 12시간내로 보통 해결된다.
4. 블랙아웃 : 국가 전기가 모자라 전기를 완전히 끊어버리는 것으로, 이 문제는 엄청나게 심각한 문제때문에 이루어진다. 블랙아웃은 국가 전기가 다시 일정량 모일 때까지 무기한 지속되고, 이로 인한 엄청난 혼란과 문제가 발생할 수 있다. 또한, 이것이 18시간을 넘어가면 모든 통신장비가 멈추게 되고 24시간이 넘어가면 112, 119에서 순찰차에 지령을 내릴 수 없게 되므로 범죄가 발생해도 범죄를 막을 수가 없게 된다. 따라서 블랙아웃은 24시간 내에는 무조건 해결되어야 하나 만약 하지 못할 경우 병원 전기 공급 중단으로 환자 사망, 부상, 수돗물 공급 중단, 시내 극심한 혼란, 건물 고립, 교통 마비, 방범용 CCTV 가동 중단, 범죄 발생으로 이어진다(대한민국에서는 전력 수요가 심각단계로 진입하면 블랙아웃을 진행한다).

## 블랙아웃 발생시 일어날 수 있는 상황
- 즉시(암흑, 전국 3만4천 여개 신호등이 꺼지면서 교통대란) : 가정의 전기가 나가고 도로의 신호등이 모두 꺼지거나 오작동이 일어나면서 도로에 차들이 모두 뒤엉켜 오도가도 못하게 된다. 밤에 정전사태가 발생하게 되면 도시 전체가 암흑으로 변한다.
- 2~4시간 이상 지속시(수돗물 공급, 목욕탕, 찜질방, 수영장 영업 중단, 교회 예배, 성당 미사 중단) : 전기가 끊기게 되면 곧바로 수돗물을 공급하는 정수장하고 취수장도 작동을 멈추게 된다. 수돗물 공급 시설이 멈추게 되면 각 가정하고 모든 시설에 수돗물 공급이 끊어지게 되므로 목욕탕, 찜질방, 수영장 영업 중단이 불가피하다. 비상발전기를 갖고 있는 아파트도 2~4시간 안에 수돗물 공급이 끊기게 되므로, 화장실도 사용할 수 없게 된다. 뿐만 아니라 전국의 성당이나 교회도 전기가 들어오지 않게 되면 미사나 예배를 집전할 수도 없다.
- 3시간 이상 경과시(도시가스 공급 중단, 음식점, 주유소 영업 중단) : 음식을 조리하고 난방을 하는데 필요한 도시가스도 공급 시설이 정지되면서 3시간 내에 가동이 정지되므로 대부분의 음식점의 영업이 중단되며, 학교에서는 급식도 먹을 수 없게 된다. 주유소의 주유기도 전기가 없으면 작동이 되지 않으므로 영업을 할 수가 없게 된다.
- 3~4시간 이상 경과시(재래시장, 백화점, 마트, 편의점 영업 중단, 사재기 현상 발생, 관공서, 금융기관, 우체국 업무중단) : 재래시장은 말할 것도 없고, 백화점, 마트, 편의점, 등 식량이나 물을 구입할 수 있는 상점들이 문을 닫게 되므로 사재기 현상이 발생하게 된다. 정전이 일어난 직후엔 비상발전기를 가동시켜 전기 공급이 가능하지만 3~4시간 지속되면 대부분 영업이 중단되고 만다. 관공서의 컴퓨터, 금융기관의 ATM기, 영업점의 신용카드 단말기도 전기가 멈춰버리면 더 이상 사용이 불가능하게 되므로 전국의 모든 관공서, 금융기관, 우체국 업무가 모두 중단되고 영업점의 신용카드 사용도 불가능하게 되므로 금융대란까지 발생하게 된다.
- 4~6시간 이상 경과시(고층 빌딩, 지하철에 사람들 고립, 유원지, 문화시설 운영 중단) : 고층 빌딩이나 지하철, 공연장에도 비상발전기가 설치돼 있지만 4~6시간 후에는 무용지물이 되어 버리게 되므로 그 사이에 빠져나오지 않으면 꼼짝없이 갇히고 만다. 특히 고층 빌딩은 창문이 밀폐되어 있으므로 몇 시간이 경과하면 건물 내부의 공기가 오염되며, 지하철의 경우 배수펌프의 작동이 중단되므로 바닥에 지하수가 스며들게 된다. 따라서 전국의 모든 공연장도 전기가 들어오지 않으면 공연을 진행할 수도 없게 되며, 유원지의 놀이기구들도 전기가 멈춰버리면 그것들도 모두 무용지물이 되어버린다. 뿐만 아니라 미술관, 도서관, 박물관 운영도 모두 중단되고 만다.
- 8~12시간 경과시(공항, 항만 가동 중단. 병원 진료 중단) : 인천국제공항은 정전 발생 시 자동으로 비상발전기 80여대가 자동으로 작동하게 되지만 이마저도 8시간이 지나면 연료가 바닥이 나게 되어 작동이 멈춘다. 따라서 비행기의 이착륙이 전면 중단되고 만다. 개인 병원의 경우 다수의 의료기기들이 작동을 멈추게 되므로 대부분의 진료가 중단되며, 특히 대형 병원의 경우에는 수술실, 응급실, 분만실, 신생아실, 중환자실 등의 운영이 중단됨으로써, 대규모 정전 발생시 사망환자들이 속출하게 된다.
- 18시간 이상 경과시(공중전화, 인터넷, 휴대전화 불통) : 공중전화, 인터넷, 휴대전화를 연결해 주는 통신시설인 전화국의 비상발전기도 블랙아웃이 발생한 뒤, 18시간이 지나면 더 이상 사용이 불가능하게 되어 모든 전화가 불통된다. 통신시설이 마비되면 모든 전화, TV, 라디오, 인터넷도 사용이 불가능하게 된다.
- 24시간 이상 지속시(통신망 두절, 범죄 피해 속출) : 범죄 및 화재신고를 받고 전국의 경찰서, 순찰차 및 소방서, 구급차, 소방차에 지령을 내리는 112, 119 신고센터, 도시정보센터, 무인경비시스템, 방범 CCTV도 24시간 동안은 비상발전기를 가동시켜서 통신망 연결이 가능하지만, 그 이후에는 그마저도 모두 먹통이 되어버린다. 따라서 통신망도 모두 끊어져 버리게 되므로 범죄가 발생해도 범죄를 막을 방법이 없어져 버리며, 화재나 응급환자가 발생해도 손을 쓸 수가 없게 된다. 설상가상으로 약탈에다 폭동까지 발생하게 된다.

전기를 주 에너지로 사용하는 현대 사회에서 블랙아웃 사태가 발생하게 되면 도시의 모든 기반시설들이 마비되어 엄청난 혼란에 빠지게 된다. 특히 화학물질을 사용하는 공장의 기능이 비정상적으로 마비된다면 큰 위험에 처할 수도 있다. 만약 원자력발전소의 비상발전기까지 멈추게 되면 우라늄, 플루토늄 같은 방사성물질이 유출되는 최악의 사태까지 벌어지게 되어 큰 혼란에 빠지게 된다. 블랙아웃이 길어지면 길 수록 발전 시설을 정상으로 회복하는 데 시간도 오래 걸리는 데다 경제적손실도 눈덩이처럼 불어나게 되며 피해도 겉잡을 수 없이 커지게 된다.

## 정전 사고 목록
- 2006년 퀸스 정전
- 동일본 대지진에 의한 전력 위기
- 9·15 대한민국 대규모 정전 사건
- 2012년 7월 인도 정전
- 1977년 뉴욕 정전
- 2025년 유럽 정전

## 같이 보기
- 코로나 질량 방출
- 사이버 공격
- 전자기 펄스
- 에너지 절약
- 재생 가능 에너지
- 윤번정전
- 스마트 그리드
- 무정전 전원 장치
- 2012년 7월 인도 정전
- 1977년 뉴욕 정전
- 2003년 미국 북동부 대정전